# The Velvet Underground & Nico: A Symphony of Sound
The Velvet Underground & Nico: A Symphony of Sound è un film documentario del 1966 diretto da Andy Warhol.

## Trama
Il film documenta alcune prove dei Velvet Underground alla Factory: è essenzialmente una lunga e sciolta improvvisazione, che include conversazioni private e l'arrivo della polizia newyorkese a seguito di alcune lamentele dei vicini per il rumore.
Originariamente il film sarebbe stato destinato ad essere proiettato negli spettacoli live di Velvet Underground durante l'installazione e la messa a punto della strumentazione prima dei concerti.

## Produzione
Girato in 16mm, venne realizzato alla Factory, al 4º piano del civico 231 della East 47th Street a Manhattan, New York.

## Distribuzione
Il film venne distribuito l'8 febbraio 1966. In Italia non fu mai proiettato nelle sale, ma venne distribuito in DVD dalla RaroVideo nel 2004.